# Lista de integrais de funções racionais
A seguinte lista contém integrais de funções racionais.
Para {\displaystyle a\not =0}
{\displaystyle \int (ax+b)^{n}dx={\frac {(ax+b)^{n+1}}{a(n+1)}}\qquad {\mbox{(for }}n\neq -1{\mbox{)}}}
{\displaystyle \int {\frac {dx}{ax+b}}={\frac {1}{a}}\ln \left|ax+b\right|}
{\displaystyle \int x(ax+b)^{n}dx={\frac {a(n+1)x-b}{a^{2}(n+1)(n+2)}}(ax+b)^{n+1}\qquad {\mbox{(for }}n\not \in \{1,2\}{\mbox{)}}}
{\displaystyle \int {\frac {x}{ax+b}}dx={\frac {x}{a}}-{\frac {b}{a^{2}}}\ln \left|ax+b\right|}
{\displaystyle \int {\frac {x}{(ax+b)^{2}}}dx={\frac {b}{a^{2}(ax+b)}}+{\frac {1}{a^{2}}}\ln \left|ax+b\right|}
{\displaystyle \int {\frac {x}{(ax+b)^{n}}}dx={\frac {a(1-n)x-b}{a^{2}(n-1)(n-2)(ax+b)^{n-1}}}\qquad {\mbox{(for }}n\not \in \{1,2\}{\mbox{)}}}
{\displaystyle \int {\frac {x^{2}}{ax+b}}dx={\frac {1}{a^{3}}}\left({\frac {(ax+b)^{2}}{2}}-2b(ax+b)+b^{2}\ln \left|ax+b\right|\right)}
{\displaystyle \int {\frac {x^{2}}{(ax+b)^{2}}}dx={\frac {1}{a^{3}}}\left(ax+b-2b\ln \left|ax+b\right|-{\frac {b^{2}}{ax+b}}\right)}
{\displaystyle \int {\frac {x^{2}}{(ax+b)^{3}}}dx={\frac {1}{a^{3}}}\left(\ln \left|ax+b\right|+{\frac {2b}{ax+b}}-{\frac {b^{2}}{2(ax+b)^{2}}}\right)}
{\displaystyle \int {\frac {x^{2}}{(ax+b)^{n}}}dx={\frac {1}{a^{3}}}\left(-{\frac {1}{(n-3)(ax+b)^{n-3}}}+{\frac {2b}{(n-2)(a+b)^{n-2}}}-{\frac {b^{2}}{(n-1)(ax+b)^{n-1}}}\right)\qquad {\mbox{(for }}n\not \in \{1,2,3\}{\mbox{)}}}
{\displaystyle \int {\frac {dx}{x(ax+b)}}=-{\frac {1}{b}}\ln \left|{\frac {ax+b}{x}}\right|}
{\displaystyle \int {\frac {dx}{x^{2}(ax+b)}}=-{\frac {1}{bx}}+{\frac {a}{b^{2}}}\ln \left|{\frac {ax+b}{x}}\right|}
{\displaystyle \int {\frac {dx}{x^{2}(ax+b)^{2}}}=-a\left({\frac {1}{b^{2}(ax+b)}}+{\frac {1}{ab^{2}x}}-{\frac {2}{b^{3}}}\ln \left|{\frac {ax+b}{x}}\right|\right)}
{\displaystyle \int {\frac {dx}{x^{2}+a^{2}}}={\frac {1}{a}}\arctan {\frac {x}{a}}}
{\displaystyle \int {\frac {dx}{x^{2}-a^{2}}}=-{\frac {1}{a}}\,\mathrm {arctanh} {\frac {x}{a}}={\frac {1}{2a}}\ln {\frac {a-x}{a+x}}\qquad {\mbox{(for }}|x|<|a|{\mbox{)}}}
{\displaystyle \int {\frac {dx}{x^{2}-a^{2}}}=-{\frac {1}{a}}\,\mathrm {arccoth} {\frac {x}{a}}={\frac {1}{2a}}\ln {\frac {x-a}{x+a}}\qquad {\mbox{(for }}|x|>|a|{\mbox{)}}}
{\displaystyle \int {\frac {dx}{ax^{2}+bx+c}}={\frac {2}{\sqrt {4ac-b^{2}}}}\arctan {\frac {2ax+b}{\sqrt {4ac-b^{2}}}}\qquad {\mbox{(for }}4ac-b^{2}>0{\mbox{)}}}
{\displaystyle \int {\frac {dx}{ax^{2}+bx+c}}={\frac {2}{\sqrt {b^{2}-4ac}}}\,\mathrm {artanh} {\frac {2ax+b}{\sqrt {b^{2}-4ac}}}={\frac {1}{\sqrt {b^{2}-4ac}}}\ln \left|{\frac {2ax+b-{\sqrt {b^{2}-4ac}}}{2ax+b+{\sqrt {b^{2}-4ac}}}}\right|\qquad {\mbox{(for }}4ac-b^{2}<0{\mbox{)}}}
{\displaystyle \int {\frac {dx}{ax^{2}+bx+c}}=-{\frac {2}{2ax+b}}\qquad {\mbox{(for }}4ac-b^{2}=0{\mbox{)}}}
{\displaystyle \int {\frac {x}{ax^{2}+bx+c}}dx={\frac {1}{2a}}\ln \left|ax^{2}+bx+c\right|-{\frac {b}{2a}}\int {\frac {dx}{ax^{2}+bx+c}}}
{\displaystyle \int {\frac {mx+n}{ax^{2}+bx+c}}dx={\frac {m}{2a}}\ln \left|ax^{2}+bx+c\right|+{\frac {2an-bm}{a{\sqrt {4ac-b^{2}}}}}\arctan {\frac {2ax+b}{\sqrt {4ac-b^{2}}}}\qquad {\mbox{(for }}4ac-b^{2}>0{\mbox{)}}}
{\displaystyle \int {\frac {mx+n}{ax^{2}+bx+c}}dx={\frac {m}{2a}}\ln \left|ax^{2}+bx+c\right|+{\frac {2an-bm}{a{\sqrt {b^{2}-4ac}}}}\,\mathrm {artanh} {\frac {2ax+b}{\sqrt {b^{2}-4ac}}}\qquad {\mbox{(for }}4ac-b^{2}<0{\mbox{)}}}
{\displaystyle \int {\frac {mx+n}{ax^{2}+bx+c}}dx={\frac {m}{2a}}\ln \left|ax^{2}+bx+c\right|-{\frac {2an-bm}{a(2ax+b)}}\qquad {\mbox{(for }}4ac-b^{2}=0{\mbox{)}}}
{\displaystyle \int {\frac {dx}{(ax^{2}+bx+c)^{n}}}={\frac {2ax+b}{(n-1)(4ac-b^{2})(ax^{2}+bx+c)^{n-1}}}+{\frac {(2n-3)2a}{(n-1)(4ac-b^{2})}}\int {\frac {dx}{(ax^{2}+bx+c)^{n-1}}}}
{\displaystyle \int {\frac {x}{(ax^{2}+bx+c)^{n}}}dx=-{\frac {bx+2c}{(n-1)(4ac-b^{2})(ax^{2}+bx+c)^{n-1}}}-{\frac {b(2n-3)}{(n-1)(4ac-b^{2})}}\int {\frac {dx}{(ax^{2}+bx+c)^{n-1}}}}
{\displaystyle \int {\frac {dx}{x(ax^{2}+bx+c)}}={\frac {1}{2c}}\ln \left|{\frac {x^{2}}{ax^{2}+bx+c}}\right|-{\frac {b}{2c}}\int {\frac {dx}{ax^{2}+bx+c}}}